# Yến Trang
Nguyễn Yến Trang (sinh ngày 15 tháng 4 năm 1984), thường được biết đến với nghệ danh Yến Trang, là một nữ ca sĩ, diễn viên kiêm người dẫn chương trình người Việt Nam.

## Tiểu sử
Năm Trang lên 4 tuổi, gia đình cho cô tham gia sinh hoạt văn nghệ tại Nhà Thiếu nhi Thành phố Hồ Chí Minh.
Năm 2000, cô gia nhập nhóm nhạc Mây Trắng và là một trong những thành viên đầu tiên của nhóm. Đội hình 4 thành viên gồm: Trang, Yến Nhi (em gái ruột của Trang), Thu Ngọc, Ngọc Châu.
Cùng thời điểm này

## Sự nghiệp

### Năm 2007
Cùng với Yến Nhi, Yến Trang tách khỏi nhóm Mây Trắng, thời gian sau đầu quân về Nguyễn Production, tham gia dự án Ngũ Long Công chúa (gồm 5 thành viên: Lương Bích Hữu, Trang, Nhi, Trâm Ruco, Minh Trang). Hướng tới dòng nhạc teen "đang thịnh hành lúc bấy giờ" nhóm Ngũ Long Công Chúa trở thành "hiện tượng" và đã cho mình 1 liveshow riêng ngày 25/11/2007 qua sự dìu dắt của nhạc sĩ Nguyễn Hà.
Năm 2007, sau khi dự án Ngũ Long Công Chúa kết thúc, Trang và Nhi hết hợp đồng với Nguyễn Production và tự thành lập nhóm 2 chị em Yến Trang - Yến Nhi, còn gọi là nhóm Song Yến.

### Năm 2009
- Trang và Nhi cho ra mắt sản phẩm tiếp theo của 2 chị em: Song Yến The Movie Phần 01. "SY The Move" là sản phẩm Ca nhạc & Phim.
- Đến tháng 6, nhóm Song Yến tạm thời ngưng các dự án âm nhạc của mình vì Nhi bị tai nạn ở mắt và cần thời gian chữa trị, phục hồi. Ngày 29 tháng 6, Trang chính thức ra mắt sự nghiệp solo.[2]

### Năm 2013
- Trang tham gia Bước nhảy hoàn vũ cùng với bạn nhảy Tisho giành được ngôi vị Quán quân của cuộc thi. Sau cuộc thi, Trang tung ra 2 Single: Nụ cười Việt Nam và Đến lúc kết thúc cùng với 2 video âm nhạc.
- Với danh hiệu Nữ hoàng khiêu vũ, Trang đã nhận lời đóng vai chính trong bộ phim "Bước nhảy hoàn vũ", phim phát sóng năm 2017.
- Cùng thời điểm đó, cô là một trong những nghệ sỹ VN đầu tiên bắt đầu hợp tác với ngành giải trí Thái Lan bằng hàng loạt hoạt động: Tham gia các chương trình nghệ thuật giữa 2 nước, xuất hiện trên các tạp chí lớn Thái Lan, xuất hiện trong các talkshow Thái Lan cùng với sự có mặt tư cách khách mời trong các lễ trao giải lớn nhỏ.

### Năm 2015
- Yến Trang tham gia với tư các khách mời biểu diễn đêm chung kết Mister Global tại Thái Lan.

### Năm 2017
- Yến Trang tham gia chương trình The Remix Mùa 2 cùng với team của mình đã xuất sắc dành Giải bạc chung cuộc.
- Sau thành công của chương trình, Yến Trang bắt đầu thay đổi phong cách âm nhạc của mình qua các ca khúc Dù anh muốn, Quên và Buông. Đã nhận được sự đón nhận tích cực của khán giả.

### Năm 2023
- Yến Trang xác nhận tham gia vào show truyền hình Chị đẹp đạp gió rẽ sóng.
- Dù dừng lại sớm, nhưng sự tài giỏi trong trình diễn, dựng bài và giọng hát, cô đã đã tạo ra một làn sóng ủng hộ khá đông vào thời điểm đó. Từ sự ủng hộ đó, Yến Trang được hồi sinh nhưng cô đã từ chối cơ hội này.
- Sau chương trình, Yến Trang cùng em gái Yến Nhi tập trung vào việc làm Vlog về thời trang, du lịch cùng các trải nghiệm trong cuộc sống.

## Âm nhạc
Danh sách Album đã phát hành:
| Năm     | Tên Album                    | Tên ca khúc                      | Tác giả                    | Hợp tác cùng | Ngày họp báo ra mắt            |
| ------- | ---------------------------- | -------------------------------- | -------------------------- | ------------ | ------------------------------ |
| 2008    | Song Yến                     | Phút bối rối                     | Sỹ Luân                    | Yến Nhi      |                                |
| 2008    | Song Yến                     | Ký ức                            | Sỹ Luân                    | Yến Nhi      |                                |
| 2008    | Song Yến                     | Rồi sẽ qua                       | Nhật Đăng                  | Yến Nhi      |                                |
| 2008    | Song Yến                     | Giấc mơ                          | Sỹ Luân                    | Yến Nhi      |                                |
| 2008    | Song Yến                     | Nơi đây lạnh giá                 | Trịnh Thăng Bình - Hồ Phúc | Yến Nhi      |                                |
| 2008    | Song Yến                     | Em sẽ cố quên                    | Trịnh Thăng Bình           | Yến Nhi      |                                |
| 2008    | Song Yến                     | Kệ em                            | Trịnh Thăng Bình - Hồ Phúc | Yến Nhi      |                                |
| 2008    | Song Yến                     | Xích đu                          | Lương Bằng Quang           | Yến Nhi      |                                |
| 2011    | Ruby                         | Ruby                             | Trịnh Thăng Bình           |              | 12/09/2011                     |
| 2011    | Ruby                         | Taxi                             | Sỹ Luân                    |              | 12/09/2011                     |
| 2011    | Ruby                         | Đêm và em                        | Nguyễn Hoàng Duy           |              | 12/09/2011                     |
| 2011    | Ruby                         | Muộn giờ                         | Lưu Thiên Hương            |              | 12/09/2011                     |
| 2011    | Ruby                         | Phai màu                         | Nguyễn Hoàng Duy           |              | 12/09/2011                     |
| 2011    | Ruby                         | Lòng tự hỏi                      | Tuấn Mario                 |              | 12/09/2011                     |
| 2011    | Ruby                         | Chỉ cần                          | Trịnh Tú Trung             |              | 12/09/2011                     |
| 2011    | Ruby                         | Nếu Đã là Anh Em (ft. Việt Khuê) | Bùi Công Nam               |              | 12/09/2011                     |
| 05/2016 | Waiting For You (Mini Album) | Waiting For You (EDM Version)    | Nguyễn Hoàng Duy           | Yến Nhi      | Phát hành Online trên Zing MP3 |
| 05/2016 | Waiting For You (Mini Album) | Waiting For You                  | Nguyễn Hoàng Duy           | Yến Nhi      | Phát hành Online trên Zing MP3 |
| 05/2016 | Waiting For You (Mini Album) | Xóa (EDM Version)                | Addy Trần                  | Yến Nhi      | Phát hành Online trên Zing MP3 |

Danh sách Single đã phát hành:
| Năm        | Tên Single                     | Tên ca khúc                                     | Tác giả        |
| ---------- | ------------------------------ | ----------------------------------------------- | -------------- |
| 06/2013    | Nụ cười Việt Nam               | Nụ cười Việt Nam                                | Duy Anh        |
| 09/2013    | Đến lúc kết thúc               | Đến lúc kết thúc                                | Nguyễn Đình Vũ |
| 09/2013    | Đến lúc kết thúc               | Đến lúc kết thúc (ft. Vương Khang)              | Nguyễn Đình Vũ |
| 08/04/2017 | Dù anh muốn                    | Dù anh muốn                                     | Marzuz         |
| 27/11/2017 | Anh không muốn bất công với em | Anh không muốn bất công với em Ft. Edward Dương | Nhạc Hoa       |
| 13/06/2018 | Yêu em như cách em từng        | Yêu em như cách em từng                         | Nam Trương     |

MV
- Anh không muốn bất công với em (ft. Edward Dương)

## Điện ảnh
| Năm     | Tựa phim                       | Vai diễn         | Phân loại        | Kênh công chiếu | Ghi chú  |
| ------- | ------------------------------ | ---------------- | ---------------- | --------------- | -------- |
| 2007    | Hộ chiếu vào đời               | Ca sĩ Chiều Xuân | Phim truyền hình | HTV9            | DV phụ   |
| 2009    | Siêu mẫu xì trum               | Nhã Đan          | Phim truyền hình | HTV9            | DV chính |
| 2009    | Song Yến The Movie Phần 01     | Yến Trang        | Phim ca nhạc     | Zing Mp3        | DV chính |
| 2010    | Công chúa teen và ngũ hổ tướng | Janet Thu        | Chiếu rạp        | Chiếu rạp       | DV chính |
| 2010    | Song Yến The Movie Phần 02     | Yến Trang        | Phim ca nhạc     | Chiếu rạp       | DV chính |
| 05/2017 | Bước nhảy hoàn vũ              | Thủy Trúc        | Phim truyền hình | VTV3            | DV chính |
| 2018    | Biệt đội Showbiz (3 tập)       | Khánh My         | Phim Sitcom      | Yeah1 TV        | DV phụ   |

## Liveshow
Danh sách các liveshow đã tham gia:
| Năm        | Tên Liveshow         | Ghi chú |
| ---------- | -------------------- | --- |
| 25/11/2007 | Ngũ long công chúa   | Dự án Ngũ long công chúa của công ty Nguyễn Pro (Với các thành viên: Lương Bích Hữu, Trâm Ruco, Minh Trang, Yến Trang, Yến Nhi) |
| 23/04/2009 | Mây Trắng Night of 9 | Liveshow đầu tiên và duy nhất của nhóm Mây Trắng, hội tụ đủ 7 thành viên cũ và mới.                                             |
| 15/11/2014 | Tôi Tỏa Sáng         | Ngô Kiến Huy cho biết chỉ mời 3 gương mặt gắn bó với mình nhất, đó là: Đông Nhi, Khổng Tú Quỳnh và Trang.                       |

## Dẫn chương trình
| Năm       | Tên chương trình                   | Người bạn dẫn     | Ghi chú    | Đài phát sóng |
| --------- | ---------------------------------- | ----------------- | ---------- | ------------- |
| 2005-2011 | Hát với ngôi sao                   | Nguyên Vũ Sỹ Luân |            | HTV7          |
| 2009      | Hot Music Lần 04                   |                   |            | Yeah1tv       |
| 2012      | Ngôi nhà âm nhạc                   | Tuấn Tú           |            | HTV7          |
| 2012      | Chuyện đêm muộn                    |                   |            | VTV3          |
| 2013      | Vũ điệu đam mê 2013 (Got to dance) |                   |            | VTV3          |
| 2013      | Mai vàng kết nối                   | Bình Minh         |            |               |
| 2014      | Bước nhảy hoàn vũ 2014             | Nguyên Khang      | Mùa thứ 04 | VTV3          |
| 2025      | Chung kết 'Đấu trường MSX'         |                   |            |               |
| 2015      | Ngôi sao phương nam                | Ngô Kiến Huy      |            | Vĩnh Long     |
| 2015      | The Remix Hòa âm ánh sáng          | Thành Trung       | Mùa thứ 02 | VTV3          |
| 2015      | Liveshow Đối Mặt - Đàm Vĩnh Hưng   | MC Đức Bảo        |            |               |

## Huấn luyện viên, giám khảo
Danh sách chương trình truyền hình Trang đảm nhận vị trí Huấn luyện viên và Giám khảo:
| Năm  | Tên chương trình                | Vai trò         | Học trò         | Thứ hạng của Team | Đài phát sóng |
| ---- | ------------------------------- | --------------- | --------------- | ----------------- | ------------- |
| 2011 | Ngôi sao thời trang Celano      | Giám khảo       |                 |                   | 2!            |
| 2014 | Bước nhảy hoàn vũ Nhí           | Huấn luyện viên | Yến Nhi         | Á Quân            | VTV3          |
| 2013 | Nhảy cùng Âm nhạc và bước nhảy  | Giám khảo KM    |                 |                   | VTV9          |
| 2015 | Sao là Sao                      | Giám khảo       |                 |                   | TH Vĩnh Long  |
| 2014 | Fashionista Vietnam 2014        | Giám khảo       |                 |                   | Zing          |
| 2016 | Thử tài Siêu nhí                | Huấn luyện viên | Thái Quang Hiếu | Giải đồng         | TH Vĩnh Long  |
| 2016 | Vươn tới ngôi sao               | Chuyên gia      |                 |                   | VTV3          |
| 2016 | The Face- Gương mặt thương hiệu | Giám khảo KM    |                 |                   | VTV3          |
| 2016 | Siêu mẫu Nhí                    | Giám khảo KM    |                 |                   | VTV9          |
| 2020 | Tuyệt đỉnh song ca Nhí          | Giám khảo KM    |                 |                   | HTV           |
| 2020 | Ca sỹ ẩn danh                   | Giám khảo KM    |                 |                   | VTV3          |
| 2021 | Siêu mẫu Nhí                    | Giám khảo KM    |                 |                   | VTV9          |
| 2024 | Teen Model 2024                 | Giám khảo       |                 |                   |               |

## Giải thưởng
| Năm  | Giải thưởng                                                |
| ---- | ---------------------------------------------------------- |
| 2013 | Quán quân Bước nhảy hoàn vũ                                |
| 2013 | Cặp đôi được khán giả yêu thích nhất tại Bước nhảy hoàn vũ |
| 2014 | Team Yến Trang đạt giải Á Quân trong Bước nhảy hoàn vũ Nhí |
| 2016 | Team Yến Trang đạt giải Đồng trong Thử tài siêu nhí        |
| 2017 | Giải Bạc The Remix Hòa âm ánh sáng                         |
| 2017 | Giải thưởng từ nhà tài trợ The Remix                       |